# Elaine Moura
Elaine Estrela Moura, född 1 november 1982 i Salvador, Brasilien, är en brasiliansk fotbollsspelare och fotbollstränare som senast spelade för Karbergs BK. Hon spelade under många år i brasilianska landslaget. Hon har tidigare gjort fem säsonger i Umeå IK och påbörjade säsongen 2010 för Saint Louis Athletica i den amerikanska proffsligan WPS. Efter att laget gått i konkurs återvände hon till Sverige och skrev på för Tyresö där hon spelade fram till 2013. 
Inför säsongen 2018 återupptog hon spelarkarriären efter några år som tränare, men på lägre nivå, i Lindhagen FF.

## Meriter

### Vunna mästerskapstitlar
- Damallsvenskan: 2005, 2006, 2007, 2008, 2012
- Svenska Cupen: 2007
- Panamerikanska spelen: 2003, 2007
- Sydamerikanska dammästerskapet: 2003, 2010
- Olympiskt Silver: 2004
- Världsmästerskap Silver: 2007[4]